# Ballacharie
Ballacharie, auch Balyharsch, ist eine aufgegebene Ortschaft im Nordwesten der schottischen Hebrideninsel Islay. Sie ist nicht zu verwechseln mit der ähnlich klingenden und unweit gelegenen Wüstung Ballochray. Ballacharie befand sich im Nordosten der Insel etwa sieben Kilometer westlich von Port Askaig und neun Kilometer nordöstlich von Bowmore, dem Hauptort der Insel. Die nächstgelegenen Ortschaften waren das wenige hundert Meter südwestlich gelegene Duisker und das 1,5 km östliche Shinghart. Ballacharie war über einen Weg an das Straßennetz der Insel angeschlossen, der bei Ballymartin von der heutigen A846 abzweigt, deren Verlauf in etwa einem der damaligen Hauptwege der Insel entspricht. Bei der Volkszählung im Jahre 1841 lebten in Ballacharie noch 93 Personen. Zehn Jahre später war die Einwohnerzahl bereits auf 33 Personen gesunken. Heute sind auf dem Gebiet von Ballacharie nur noch die Grundmauern verschiedener Gebäude erhalten.

## Umgebung
In der Umgebung von Ballacharie finden sich verschiedene Überreste früherer Besiedlung. Im Nordosten ist auf einer Anhöhe ein Menhir zu finden. Dieser ragt von einer Grundfläche von 120 cm × 50 cm 1,60 m in die Höhe. Nordwestlich von Ballacharie auf einer Hügelkuppe befinden sich die Überreste eines sehr schlecht erhaltenen Duns. Dieser war von annähernd ovaler Form und durch etwa 2,5 m mächtige Mauern befestigt, die heute weitgehend von Erde bedeckt sind. Ein wesentlich größerer Dun befand sich eventuell in westlicher Richtung. Seine Existenz ist jedoch nicht endgültig gesichert. Ob sich nordwestlich von Ballacharie einst eine Shieling-Hütte befand, ist ebenfalls nicht eindeutig geklärt. Im südwestlich gelegenen Duisker sind die Ruinen einer ehemaligen Kapelle zu finden. Der Innenraum des verhältnismäßig kleinen Gebäudes maß 3,6 m × 2,8 m und war von etwa einen Meter mächtigen Mauern umgeben, die heute noch bis zu einer Höhe von maximal 90 cm erhalten sind. Das Gebäude stand inmitten eines nahezu runden Friedhofs, der etwa 13 m durchmaß.